# Peñaescabia

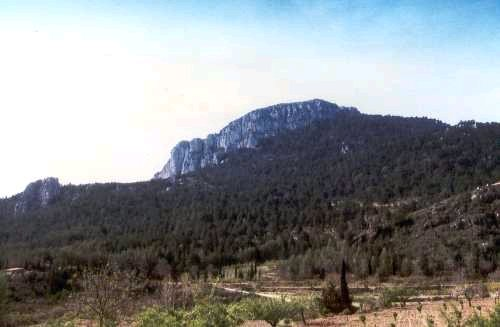
Peñascabia.

Peñaescabia es un paraje natural municipal de la Provincia de Castellón en la Comunidad Valenciana.

## Datos básicos
Este paraje de 475 hectáreas que fue declarado parque natural por el gobierno valenciano el 26 de noviembre de 2004 se encuentra en la comarca del Alto Palancia, al sur de la provincia de Castellón.

## Municipios comprendidos
Bejís, El Toro.

## Orografía
El paraje natural se encuentra en las estribaciones de la sierra de El Toro, con una altura máxima de 1.331 metros. En las cercanías de este se sitúa el nacimiento del río Palancia

## Presencia humana
El patrimonio histórico del parque también es importante destacantdo la ermita de San Cristóbal, el acueducto de la Patrosa y unos antiguos hornos.

## Flora
Este paraje natural posee un ecosistema de alto interés desde el punto de vista botánico. Debido a su magnífico estado de conservación aún es posible encotnrar un bosque mediterráneo de altura de gran diversidad en especies arbóreas como pinares mediterráneos de pino negro, tejos, sabinares de sabina albar, carrascas y arces., y bosques de pino negro y carrascas.

## Fauna
En Peñaescabia existen diversas especies animales de gan valor como el águila perdicera, el gato montés o el tejón.

## Parajes de interés
La zona de más valor medioambiental es conocida como la Umbría de los Tajos. También es destacable la presencia de tres huellas de unos 250 millones de años de antigüedad pertenecientes a un chiroterium.
- Datos: Q9058909